# Арраньо
Арраньо (порт. Arranhó; МФА: [a.ʁɐ.ˈɲɔ]) — парафія в Португалії, у муніципалітеті Арруда-душ-Вінюш. Розташована в західній частині країни, на теренах історичної португальської провінції Ештремадура. Входить до складу округу Лісабон. За адміністративним поділом, чинним до 1976 року, терени парафії були складовою провінції Ештремадура. Належить до Лісабонського патріархату Католицької церкви. Патрон — святий Лаврентій. Площа — 21,4748 км². Населення — 2531 ос. (2011). Слабо урбанізований регіон. Густота населення — 117,86 осіб/км²
. Код — 110201.

## Населення
| Кількість мешканців | Кількість мешканців | Кількість мешканців | Кількість мешканців | Кількість мешканців | Кількість мешканців | Кількість мешканців | Кількість мешканців | Кількість мешканців | Кількість мешканців | Кількість мешканців | Кількість мешканців | Кількість мешканців | Кількість мешканців | Кількість мешканців |
| ------------------- | ------------------- | ------------------- | ------------------- | ------------------- | ------------------- | ------------------- | ------------------- | ------------------- | ------------------- | ------------------- | ------------------- | ------------------- | ------------------- | ------------------- |
| 1864                | 1878                | 1890                | 1900                | 1911                | 1920                | 1930                | 1940                | 1950                | 1960                | 1970                | 1981                | 1991                | 2001                | 2011                |
| 1 026               | 1 191               | 1 353               | 1 441               | 1 685               | 2 877               | 1 948               | 2 145               | 2 177               | 2 017               | 2 286               | 2 540               | 2 468               | 2 495               | 2 381               |